# Jani Khel (huyện), Paktika
Jani Khel là một huyện thuộc tỉnh Paktika, Afghanistan. Dân số thời điểm năm 1999 là -20 người.